# كيرلي جونسون
كيرلي جونسون (بالإنجليزية: Curley Johnson)‏ هو لاعب كرة قدم أمريكية أمريكي، ولد في 2 يوليو 1935 في أنا في الولايات المتحدة، وتوفي في 12 يونيو 2016 في غرانبوري في الولايات المتحدة.

## وصلات خارجية
- كيرلي جونسون على موقع مرجع كرة القدم المحترفة.كوم (الإنجليزية)